# Mercy-le-Haut
Mercy-le-Haut – miejscowość i gmina we Francji, w regionie Grand Est, w departamencie Meurthe i Mozela.
Według danych na rok 1990 gminę zamieszkiwało 285 osób, a gęstość zaludnienia wynosiła 21 osób/km² (wśród 2335 gmin Lotaryngii Mercy-le-Haut plasuje się na 764. miejscu pod względem liczby ludności, natomiast pod względem powierzchni na miejscu 395.).

## Populacja

Populacja Mercy-le-Haut w latach 1962–2008